# خضرة
خضرة إحدى بلديات دائرة عشعاشة التابعة لولاية مستغانم.